# Kampanijsko otočje
Kampanijsko otočje (talijanski: Arcipelago Campano), poznato i kao Napuljsko otočje, čini skupina od pet otoka koja se nalazi na rubu Napuljskog zaljeva u Tirenskom moru. Upravno otoci su dio Napuljske pokrajine.
Poredani po veličini otoci su:
- Ischia, podijeljen na 6 općina: Ischia, Casamicciola Terme, Lacco Ameno, Forio, Serrara Fontana i Barano d'Ischia;
- Capri, podijeljen na općine Capri i Anacapri;
- Procida, samostalna općina;
- Vivara, dio općine Procida;
- Nisida, dio općine Napulj.

## Vanjske poveznice
|  | Zajednički poslužitelj ima još gradiva o temi Kampanijsko otočje |